# Антонін Мургаш
Антонін Мургаш (чеськ. Antonín Murgaš; 16 червня 1956, Пльзень) — чеський дипломат. Генеральний консул Чеської Республіки в Донецьку (2007—2011).

## Життєпис
Народився 16 червня 1956 року в місті Пльзень. У 1979 році закінчив Празький економічний інститут. Навчався в Інституті міжнародних відносин в Гаазі і в Дипломатичній академії МЗС Чехії в Празі. Володіє англійською, іспанською, російською мовами.
У 1979—1981 рр. — працював референтом з торгівлі на празькому підприємстві зовнішньої торгівлі «Меркурій».
У 1981—2001 рр. — працював референтом в Федеральному міністерстві зовнішньої торгівлі (ФМВТ) ЧССР, референтом департаменту субсахарської Африки Федерального міністерства закордонних справ (ФМІД) ЧССР, помічником 1-го заступника міністра закордонних справ ЧССР, 2-м секретарем Посольства Чехославаччини в СРСР, заступником директора департаменту з питань преси ФМІД ЧСФР, 1-им секретарем Посольства Чеської Республіки в Україні, радником Посольства Чехії в Україні, радником Посольства Чехії в Російській Федерації, керівником відділу Російської Федерації в МЗС Чехії.
У 2002—2007 рр. — Генеральний консул Чеської Республіки в Санкт-Петербурзі (РФ).
У 2007—2011 рр. — Генеральний консул Чеської Республіки в Донецькі (Україна).